# المت کبیسپایف
المت کبیسپایف (به قزاقی: Алмат Кебіспаев) (زادهٔ ۱۲ دسامبر ۱۹۸۷) کشتی‌گیر فرنگی‌کار اهل قزاقستان است. او نایب‌قهرمان مسابقات قهرمانی کشتی جهان در سال ۲۰۱۱ و دارای چهار مدال برنز این مسابقات است. کبیسپایف همچنین برندهٔ مدال نقره بازی‌های آسیایی ۲۰۱۸ جاکارتا و قهرمان دو دورهٔ مسابقات قهرمانی کشتی آسیا در ۲۰۱۱ و ۲۰۱۸ است.

## فعالیت حرفه‌ای

### المپیک ۲۰۱۶ ریو
کبیسپایف در سال ۲۰۱۶ میلادی در المپیک ریو در وزن ۵۹ کیلو حاضر بود در دور اول ابراگیم لابازانوف از روسیه را شکست اما در دور بعد از شینوبو اوتا کشتی گیر ژاپنی شکست خورد و به دیدار شانس مجدد رفت. او توانست در اولین مرحله شانس مجدد حمید سوریان کشتی گیر ایرانی را در حالی که با ۷ امتیاز عقب بود، ضربه فنی کند. در مرحله بعدی به استیک اندرو برگ کشتی گیر نروژی باخت و از دور رقابت ها کنار رفت.

### قهرمانی کشتی جهان ۲۰۱۹
کبیسپایف در وزن ۶۳ کیلوگرم کشتی فرنگی مسابقات قهرمانی کشتی جهان ۲۰۱۹ نورسلطان حاضر بود که در مسابقه های اول تا سوم ساگار از هند، تیو ارباتو از چین و رحمان بلیچی از ترکیه را شکست داد اما در نیمه نهایی به شینوبو اوتا از ژاپن باخت و به دیدار رده‌بندی رفت. وی در دیدار رده‌بندی تینار شارشنبکوف از قرقیزستان را شکست داد و مدال برنز وزن ۶۳ کیلوگرم را بدست آورد.

### قهرمانی کشتی جهان ۲۰۲۱
کبیسپایف در وزن ۶۷ کیلوگرم کشتی فرنگی قهرمانی کشتی جهان ۲۰۲۱ اسلو شرکت کرد، او در مسابقه های اول و دوم ماکسیم نهودا از بلاروس و مورتن تورسن از نروژ را شکست داد اما در نیمه نهایی به نظیر عبدالله‌یف از روسیه باخت و به دیدار رده‌بندی رفت. وی در دیدار رده‌بندی مورات فیرات از ترکیه را شکست داد و مدال برنز  را بدست آورد.